# Karl O'Lynch von Town
Karl O'Lynch von Town   (Ljubljana, 22 de juny de 1869 - Gènova, 31 de gener de 1942), també conegut com Carl O'Lynch of Town va ser un pintor postimpressionista austríac d'ascendència irlandesa.

## Biografia
La seva família era una de les Tribs de Galway i es trobava entre els patrocinadors originals de la Col·legiata de Sant Nicolau. A la dècada de 1690 el seu avantpassat, James O'Lynch, va emigrar a l'Imperi Austrohongarès, després de la derrota dels jacobites. Després de servir sota Leopold I a la Gran Guerra Turca, James va adquirir el von mitjançant un adelsbrief (carta d'ennobliment). El pare de Karl era un matemàtic especialitzat en geometria.
De 1888 a 1890, va assistir a l'escola de dibuix de Graz, després va estudiar a l'Acadèmia de Belles Arts de Viena, amb Siegmund L'Allemand. Més tard, va continuar els seus estudis a l'Acadèmia de Belles Arts de Múnic, amb Gabriel von Hackl i Nikolaus Gysis. El 1904, va tenir la seva primera gran exposició a la cinquena exposició anual de l'Associació d'Artistes d’Estíria.
Encara que va exposar amb freqüència a Graz i Viena, va establir el seu estudi a Munic, on es va implicar en el cercle d'artistes associats a Emil Jakob Schindler. Va ser membre de la Hagenbund de 1904 a 1906.
Viatjant freqüent, va visitar Itàlia, els Països Baixos, Bèlgica i Anglaterra. Entre els seus temes preferits es trobaven els paisatges costaners al voltant del mar del Nord. No obstant això, després d'allotjar-se a la colònia d'art de Dachau, es va fascinar per les muntanyes i va passar gran part de la seva carrera restant pintant a l'Alta Baviera, als Alps austríacs i als Dolomites.
El seu quadre de Vernazza va ser comprat per Adolf Hitler a la Große Deutsche Kunstausstellung de 1938 per 1.500 Reichsmarks. Va morir durant una visita a Itàlia i està enterrat a Graz. L'any 1949 s'hi va fer una gran retrospectiva.

## Pintures seleccionades

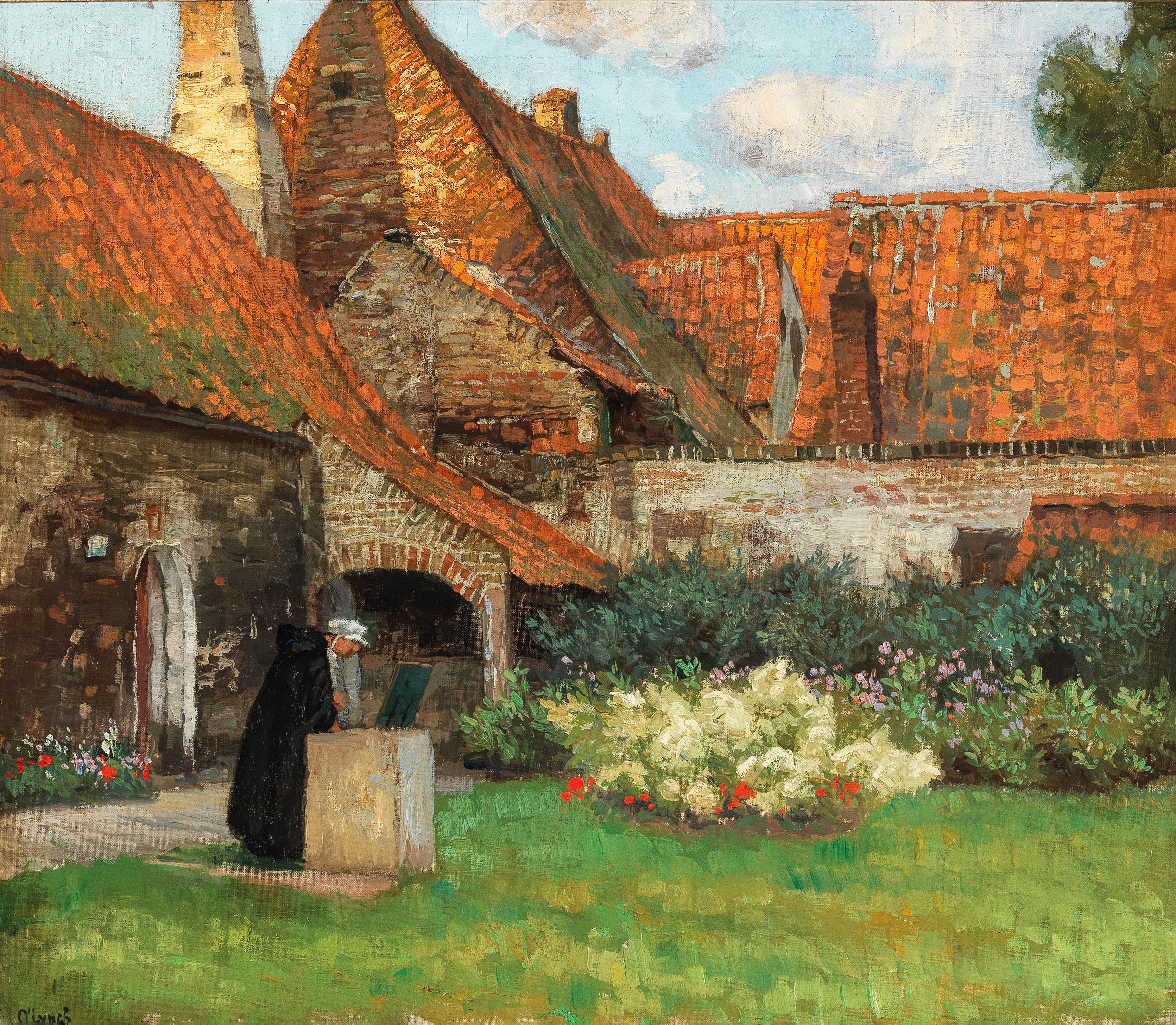
Pati a l'estiu
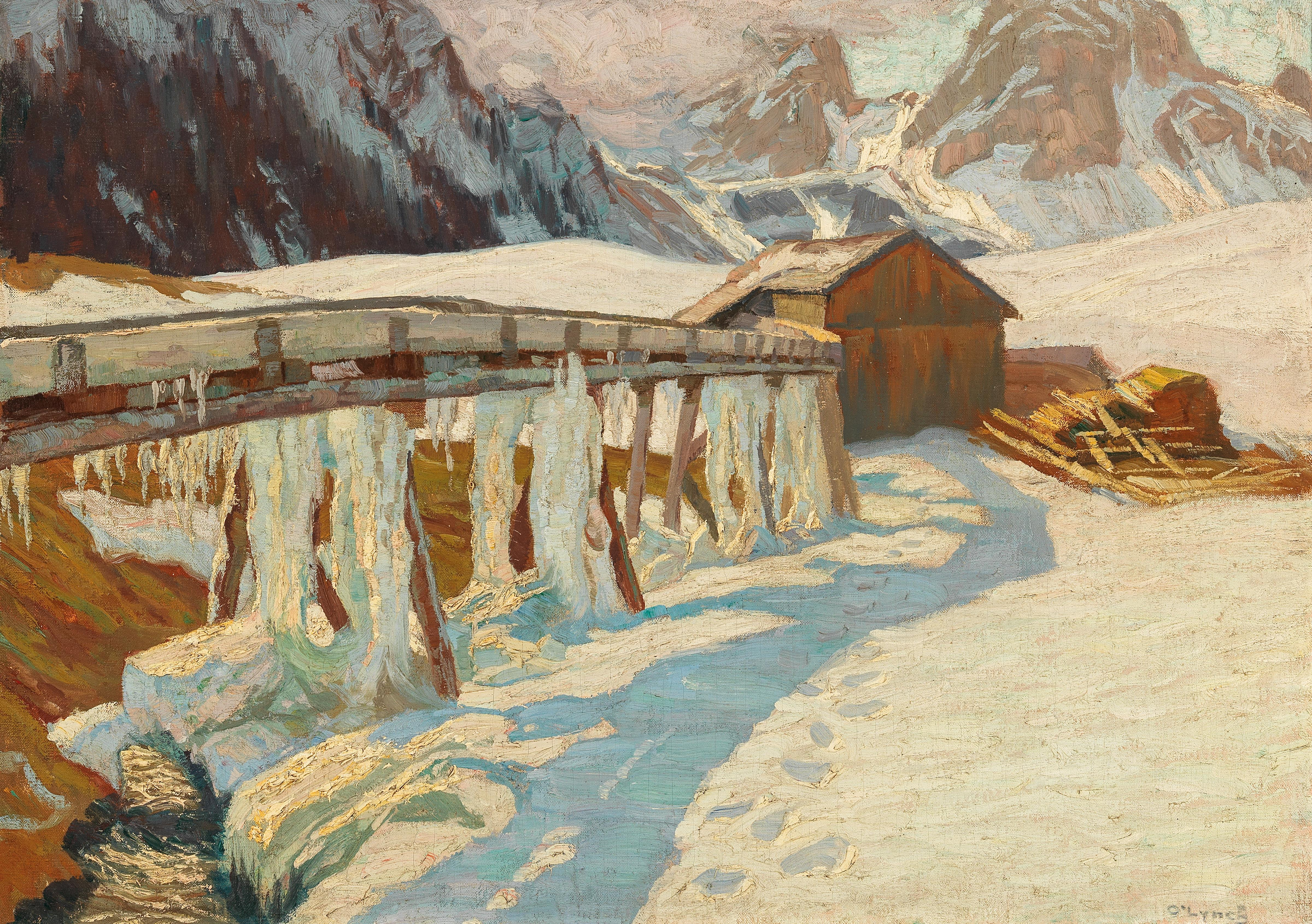
Paisatge d'hivern amb un molí
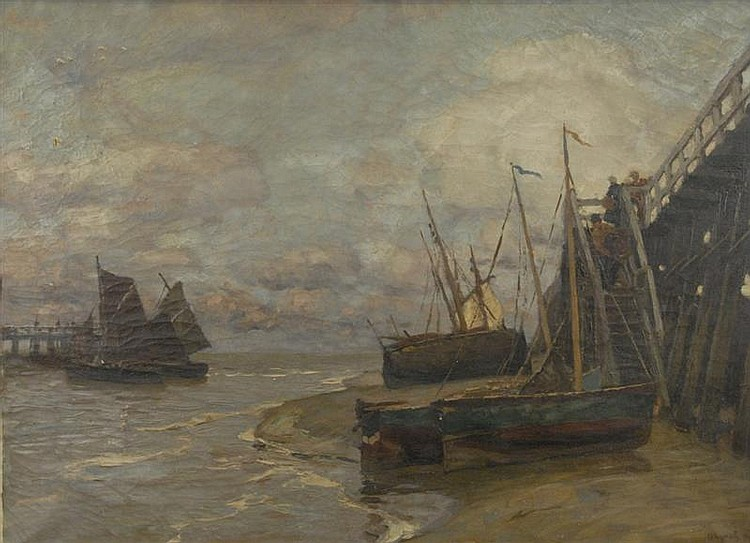
Barques de pesca aNewport
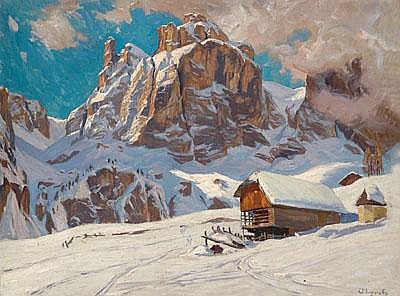
Hivern a les Dolomites